# 山﨑晶
山﨑 晶（やまさき しょう、Sho Yamasaki）は、日本の農学者、免疫学者。学位は博士（農学）（京都大学大学院・1999年）。大阪大学微生物病研究所 教授、大阪大学免疫学フロンティア研究センター 教授（併任）、大阪大学ワクチン開発拠点 研究開発部門長（併任）。専門は免疫学など。

## 略歴
- 1991年3月、京都大学農学部 卒業
- 1993年3月、京都大学大学院 食品工学専攻 修了
- 1993年4月、三菱化成総合研究所
- 1996年4月、若手個人研究推進事業（さきがけ研究21）「細胞と情報」領域派遣
- 1997年4月、三菱化学総合研究所
- 1999年3月、博士（農学）の学位を取得。
- 1999年4月、千葉大学大学院医学研究科 遺伝子制御学 助手
- 2004年4月、理化学研究所 免疫アレルギー科学総合研究センター 免疫シグナル研究グループ 上級研究員
- 2009年4月、九州大学生体防御医学研究所 分子免疫学分野 教授
- 2011年9月、九州大学生体防御医学研究所 免疫制御学分野 教授
- 2014年4月、千葉大学真菌医学研究センター 感染免疫分野 客員教授（併任）
- 2017年2月 ~ 現在、大阪大学微生物病研究所 生体防御研究部門 分子免疫制御分野（山﨑教室) 教授
- 2017年4月 ~ 現在、大阪大学免疫学フロンティア研究センター 分子免疫学 教授（併任）
- 2019年4月 ~ 現在、九州大学生体防御医学研究所 客員教授（併任）
- 2020年4月 ~ 現在、広島大学大学院医系科学研究科 客員教授（併任）
- 2022年10月 ~ 現在、大阪大学ワクチン開発拠点 研究開発部門長（併任）、エピトープ研究チーム チーム長[9]（併任）

## 所属学会
- 日本細菌学会
- 日本生化学会
- 日本農芸化学会
- 日本癌学会
- 日本免疫学会

など